# Tinlot
Tinlotlà một đô thị ở tỉnh Liège. Tại thời điểm ngày 1 tháng 1 năm 2006 Tinlot có dân số 2.346 người. Tổng diện tích là 37,12 km² với mật độ dân số là 63 người trên mỗi km².

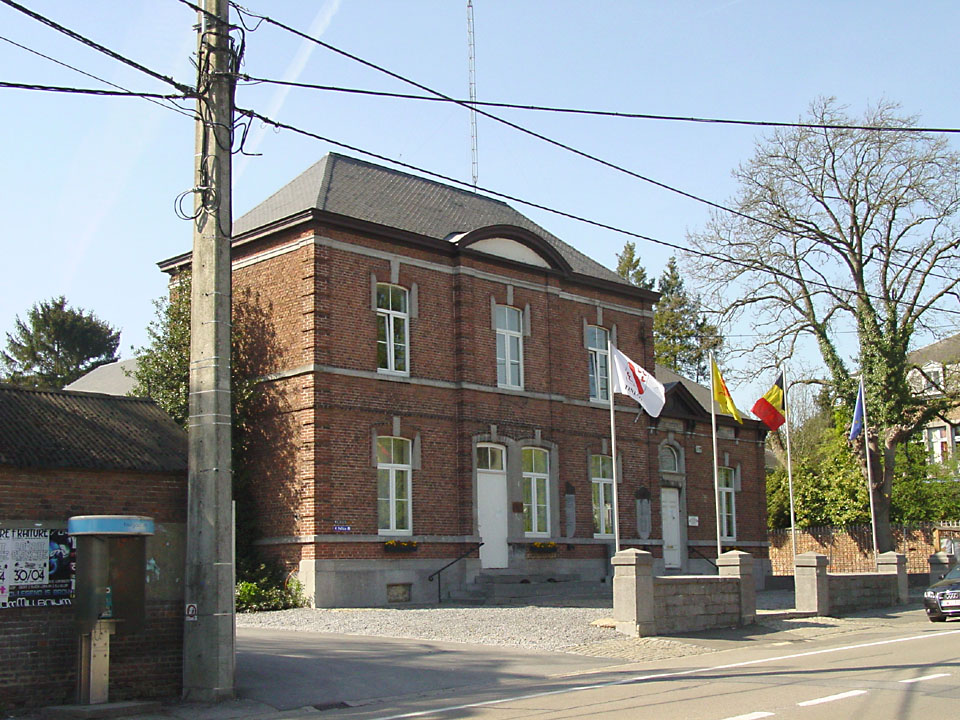
Tòa thị chính Tinlot

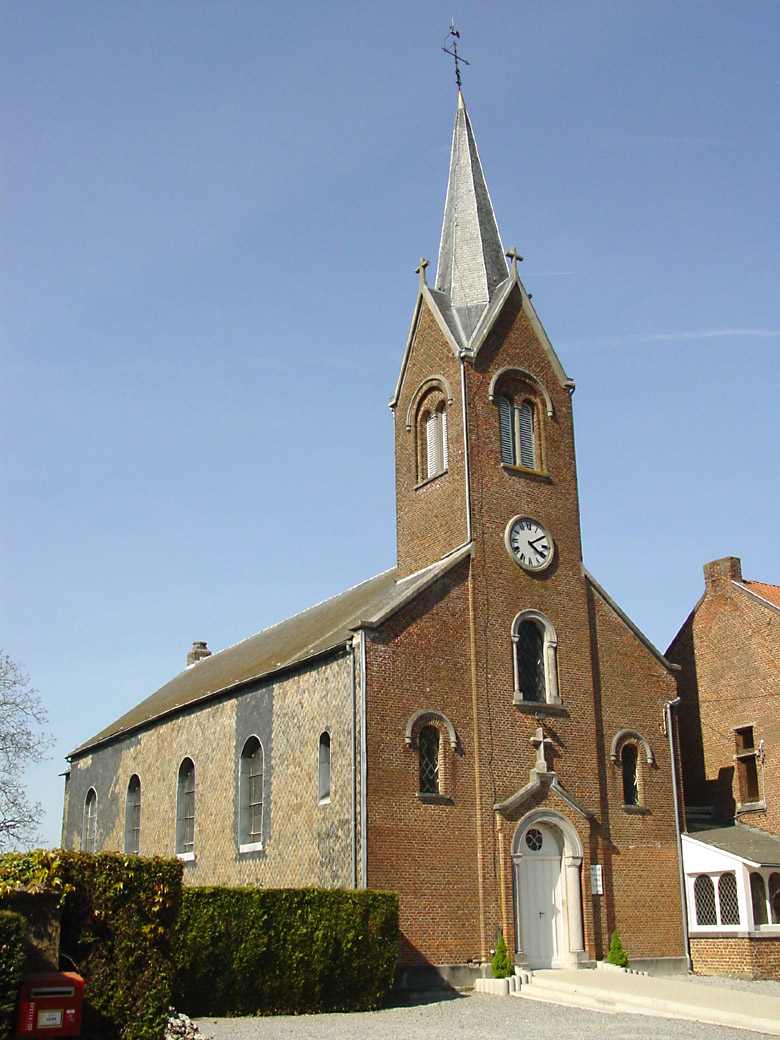
Giáo đường ở Tinlot